# Thomas B. Thrige
Thomas Barfoed Thrige (født 5. maj 1866 i Odense, død 9. maj 1938 i Odense) var en dansk fabrikant, smed og maskintekniker. 
I slutningen af 1800-tallet foretog han flere studierejser til Tyskland, Frankrig og USA. 
Som 22-årig rejste Thrige til Philadelphia, USA for at prøve lykken. Her fik han hurtigt arbejde på et instrumentmagerværksted, der lavede forsøgsarbejde for forskere. Thrige havde i sin barndom hørt om den berømte Thomas Edison (troldmanden i Menlo Park) og ønskede at finde en stilling i hans laboratorium. I juni 1889 lykkedes det Thrige at få en stilling på Edisons fonograffabrik, men arbejdet var skuffende for ham. Den 15. oktober måtte fabrikken omlægge sin produktion og afskedige 110 mand. Thrige så en chance og tog den. Han fik efterfølgende arbejde hos Edisons Laboratorium i 2 1/2 år. Edison og Thrige havde et godt forhold og da Thrige måtte sige op efter uoverensstemmelser med Laboratoriets leder, skrev Edison en anbefaling og skaffede Thrige et job hos General Electric.
Efter inspiration fra sine rejser startede Thrige efter hjemkomsten til Odense i 1894 et lille VVS-værksted. Gennem årene udviklede værkstedet sig til en fabrik og Thrige blev med tiden en hovedleverandør af udstyr til elværker samt elektromotorer til landbrug og industri. Thriges fabrikker var en overgang en af Danmarks største arbejdspladser med omkring 1.800 ansatte i 1960.

## Privat
Thrige blev født søn af Carl Mathias Thrige og Betty F. Barfoed. C. M. Trige var fra 1861 lærer ved Den betalende Borgerskole for piger i Odense. Thomas beskrev ham selv som "Den udprægede pædagog". Derudover havde Thrige fire søskende, to søstre og to brødre.
Da Thrige var i USA traf han, igennem den skandinaviske forening, sin hustru Ingeborg Nanna Rasmussen. Ingeborg var født den 4. juli 1866 i København. Thomas og Ingeborg blev gift den 1. maj 1890 i Orange, N.Y.
I USA fik de sammen to døtre, Ella (1891-1961) og Edith (1893-1975). Desuden fik de efter hjemkomsten til Danmark en søn og endnu en datter.
Sønnen, som hed Thomas Thrige junior og var født i 1896, blev senere uddannet til ingeniør i Boston og arbejdede derefter i mange år på sin fars fabrikker. Han kom dog aldrig til at overtage fabrikkerne, da han i mange år havde været svækket af mange sygdomme bl.a. en svær årebetændelse. I januar 1940 fik han en meget voldsom blodforgiftning og blev fløjet til Køge hvor man håbede at det kunne kureres men dette skete desværre ikke. Den 27. januar 1940 døde Thomas Thrige junior kun 44 år gammel.